# Nemzeti Köznevelési Infrastruktúra Fejlesztési Program
A Nemzeti Köznevelési Infrastruktúra Fejlesztési Program 2014-ben indult fejlesztési program, melynek keretében tornatermek, tantermek és tanuszodák épülnek Magyarország oktatási intézményei számára. A fejlesztési programról a 141/2014. (IV. 30.) kormányrendeletben határozott a második Orbán-kormány.
A Nemzeti Köznevelési Infrastruktúra Fejlesztési Program 2015-ben a Nemzeti Fejlesztési Minisztérium hatáskörébe került. A fejlesztési program 78 projektből áll, aminek összértéke 38,7 milliárd forint.
A Nemzeti Köznevelési Infrastruktúra Fejlesztési Program keretében épült tanuszodák egyikét sem sikerült a közbeszerzésekben meghatározott határidőkre elkészíteni és átadni.